# Sicyos semitonsus
Sicyos semitonsus är en gurkväxtart som beskrevs av St. John. Sicyos semitonsus ingår i släktet hårgurkor, och familjen gurkväxter. Inga underarter finns listade i Catalogue of Life.